# Enjoy Yourself Tour
Enjoy Yourself Tour blev den første koncertturné af den australske sangerinde Kylie Minogue, efter succesen med hendes andet studiealbum Enjoy Yourself (1989). Ved starten af den europæiske del af turnéen var Minogue begyndt at tage kontrol over deres image og musikalsk retning.

## Spilleliste
1. "The Loco-Motion"
2. "Got to Be Certain"
3. "Hand on Your Heart"
4. "Love at First Sight"
5. "Look My Way"
6. "Made in Heaven"
7. "My Girl" (a cappella)
8. "Tears on My Pillow" (a cappella)
9. "I Should Be So Lucky"
10. "I Miss You"
11. "Nothing to Lose"
12. "Blame It on the Boogie" / "ABC"
13. "Tell Tale Signs"
14. "Je Ne Sais Pas Pourquoi"
15. "Never Too Late"
16. "Wouldn't Change a Thing"

Ekstranummer
1. "Dance to the Music"
2. "Better the Devil You Know"
3. "Enjoy Yourself"

## Turnedatoer
| Dato            | By          | Land       | Sted                                      |
| --------------- | ----------- | ---------- | ----------------------------------------- |
| Australien      |             |            |                                           |
| 3. februar 1990 | Brisbane    | Australien | Brisbane Entertainment Centre             |
| 5. februar 1990 | Sydney      | Australien | Sydney Entertainment Centre               |
| 9. februar 1990 | Melbourne   | Australien | Rod Laver Arena                           |
| Europa          |             |            |                                           |
| 17. april 1990  | Birmingham  | England    | NEC Arena                                 |
| 18. april 1990  | Birmingham  | England    | NEC Arena                                 |
| 19. april 1990  | Birmingham  | England    | NEC Arena                                 |
| 21. april 1990  | London      | England    | London Arena                              |
| 22. april 1990  | London      | England    | London Arena                              |
| 23. april 1990  | London      | England    | London Arena                              |
| 25. april 1990  | Belfast     | Nordirland | King's Hall                               |
| 27. april 1990  | Dublin      | Irland     | Royal Dublin Society                      |
| 28. april 1990  | Dublin      | Irland     | Royal Dublin Society                      |
| 29. april 1990  | Dublin      | Irland     | Royal Dublin Society                      |
| 2. maj 1990     | Whitley Bay | England    | Whitley Bay Ice Rink                      |
| 8. maj 1990     | Paris       | Frankrig   | La Cigale                                 |
| 10. maj 1990    | Köln        | Tyskland   | Köln Sporthalle                           |
| 11. maj 1990    | Hamburg     | Tyskland   | Alsterdorfer Sporthalle                   |
| 12. maj 1990    | Brussel     | Belgien    | Forest National                           |
| 14. mai 1990    | Glasgow     | Skotland   | Scottish Exhibition and Conference Centre |
| 15. maj 1990    | Aberdeen    | Skotland   | Aberdeen Exhibition and Conference Centre |
| 17. maj 1990    | Birmingham  | England    | NEC Arena                                 |
| 18. maj 1990    | London      | England    | Wembley Arena                             |
| Asien           |             |            |                                           |
| 24. maj 1990    | Kowloon     | Hongkong   | Hong Kong Coliseum                        |
| 26. maj 1990    | Bangkok     | Thailand   | Thailand Cultural Centre                  |